# Фотојонизација
Фотојонизација је физички процес у којем се јон формира приликом интеракције фотона са атомом или молекулом.

## Ефикасни пресек
Фотојонизација се не одиграва при свим сударима атома или молекула са фотоном. Вероватноћа фотојонизације је везана са фотојонизационим ефикасним пресеком, који зависи од енергије фотона и енергије честице са којом фотон интерагује. За фотон чија је енергија испод енергије јонизације мете, вероватноћа фотојонизације је приближно једнака нули.
Развојем пулсних ласера могуће је створити веома интензиван и кохерентан сноп светла, па може доћи до вишефотонске јонизације. На већим интензитетима (1015–1016 W/cm2 инфрацрвеног или видљивог светла), могу се приметити и непертурбациони феномени као што су јонизација са сузбијањем баријере и јонизација са поновним расејањем.

## Вишефотонска јонизација
Више фотона чија је енергија испод минималне енергије потребне за јонизацију честице могу комбиновати своје енергије; њихова укупна енергија ће у том случају бити довољно велика и доћи ће до јонизације честице. Вероватноћа за овакав феномен је мања што је број потребних фотона већи. Развојем пулсних ласера ово постаје могуће. Испод отприлике 1014 W/cm2, вероватноћа апсорпције N фотона емитованих са ласера интензитета I сразмерна је . За веће интензитете ова вероватноћа не важи због јављања Штарковог ефекта.
Резонантно појачана вишефотонска јонизација (енгл. Resonance-enhanced multiphoton ionization - REMPI) је техника примењена на спектроскопију атома и малих молекула у којој се подесиви ласер користи за приступ побуђеном међустању.
Јонизација изнад прага (енгл. Above threshold ionization - ATI) је надградња вишефотонске јонизације где се апсорбује много више фотона него што је потребно за јонизацију атома. Вишак енергије даје емитованом електрону већу кинетичку енергију него у случају када се јонизација врши са енергијом која одговара енергији јонизације или је мало већа од ње. Систем тада има више пикова у фотоелектронском спектру који су раздвојени енергијама фотона; ово указује да електрон има већу кинетичку енергију него у обичном случају, када је њихов број минималан.

## Тунелујућа јонизација
Када се интензитет ласера даље повећава или када је таласна дужина већа него у режиму вишефотонске јонизације, може се применити квазистационарни приступ. Долази до дисторзије атомског потенцијала тако да постоји ниска и уска баријера између везаног стања и континуума. Тада електрон може да тунелује кроз баријеру, а ако је дисторзија већа, може је и прећи. Ови феномени се зову тунелујућа јонизација (енгл. tunnel ionization) и јонизација са преласком баријере (енгл. over-the-barrier ionization).